# Drvar

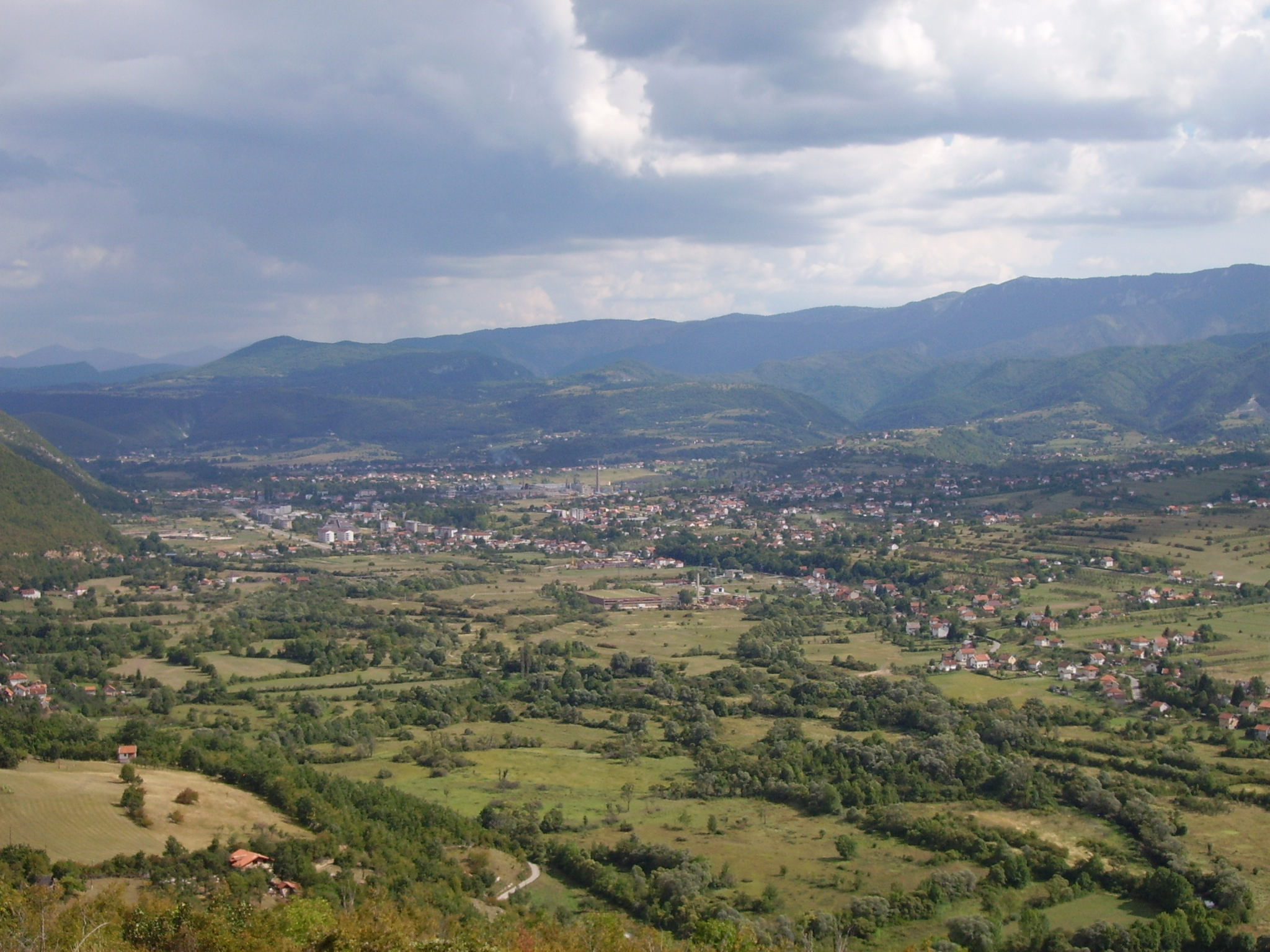
Vy över Drvar.

Drvar (serbiska: Дрвар) är en stad i västra Bosnien och Hercegovina, belägen på vägen mellan Bosansko Grahovo och Bosanski Petrovac, också nära Glamoč, i Kanton 10.
Namnet Drvar kommer från det bosniska ordet drvo som betyder "trä". Under Socialistiska federativa republiken Jugoslavien kallades staden Titov Drvar till Josip Broz Titos ära. 
Drvar har omkring 11 000 invånare. År 1991 hade staden över 17 000 invånare.